# 詩人一覧
詩人一覧（しじんいちらん）は、主な詩人の一覧である。

## あ
- アイスキュロス
- 葵生川玲
- 相田みつを
- 相沢史郎
- 会津太郎
- 青山みゆき (詩人)
- ムハンマド・フサイン・アーザード
- アル＝アーシャー
- AZUKI七
- 麻生直子
- アドニス
- アフタル
- アブー・ヌワース
- アブー・タンマーム
- アブー・アル＝アターヒヤ
- 阿部岩夫
- 阿部学
- ギヨーム・アポリネール
- ジョン・アッシュベリー
- 尼崎安四
- 天沢退二郎
- ルイ・アラゴン
- ダンテ・アリギエーリ
- アリストパネス
- 有馬敲
- 鮎川信夫
- 荒川洋治
- アラキ・ヤスサダ
- アリーナ・レイエス
- アブー・アル・ファラジュ・アル・イスファハーニー
- サミーハ・アル=カーシム
- アントナン・アルトー
- アル・ハマザーニー
- アル・ハリーリー
- アンカーン・カンラヤーナポン
- 安西冬衛
- ムハンマド・イクバール
- 池澤夏樹
- 飯島耕一
- 池田大作
- 石垣りん
- 石川啄木
- 伊東静雄
- 伊藤整
- 伊藤信吉
- 伊藤比呂美
- 糸屋鎌吉
- 井上清子 (詩人)
- 井上靖
- 茨木のり子
- 井伏鱒二
- イブン・アル＝ハティーブ
- イブン・ザイドゥーン
- イーラジ・ミールザー
- 伊良子清白
- 入沢康夫
- 彩葉ちも
- 岩佐東一郎
- 岩田宏
- 岩野泡鳴
- 犬童球渓
- ポール・ヴァレリー
- フランソワ・ヴィヨン
- 上田敏
- ポール・ヴェルレーヌ
- ウェルギリウス
- ウィルフレッド・オーエン
- エウリピデス
- 江原岳瑤
- 江馬天江
- エフゲニー・エフトゥシェンコ
- ミハイ・エミネスク
- T・S・エリオット
- オデッセアス・エリティス
- ポール・エリュアール
- ホセ・エルナンデス
- 袁宏道
- 上田修
- 王安石
- 王維
- 大岡信
- 大倉元
- 大手拓次
- おかべてつろう
- 小笠原鳥類
- 小熊秀雄
- 長田恒雄
- 長田弘
- 尾世川正明
- 小山正孝
- 折口信夫
- ダニエル・オルテガ

## か
- 海達公子
- 梶原しげよ
- 加藤思何理
- 賈島
- ショヒド・カドリ
- 金堀則夫
- アイヴァー・ガーニー
- 金子みすゞ
- 金子光晴
- 神谷恵
- 河井寛次郎
- 河井醉茗
- 川崎洋
- 河西新太郎
- 河本緑石
- 韓愈
- ガブリエッロ・キアブレーラ
- ルイス・デ・カモンイス
- 岸田衿子
- 岸田将幸
- シドニー・キーズ
- 北原白秋
- 北村透谷
- 北園克衛
- ジョン・キーツ
- 木下杢太郎
- 金芝河
- 木山捷平
- 清岡卓行
- 銀色夏生
- アレン・ギンズバーグ
- 草壁焔太
- 草野心平
- 楠かつのり
- 屈原
- 工藤直子
- 国木田独歩
- ジョゼ・クラベイリーニャ
- 栗原貞子
- ルネ・クルヴェル
- シャルル・クロス
- 黒田三郎
- ニルモレンドゥ・グン
- ヨハン・ヴォルフガング・フォン・ゲーテ
- 元好問
- 呉偉業
- 呉蘭雪
- 高啓
- 高銀
- 黄景仁
- 黄遵憲
- 黄庭堅
- 河野進
- 洪亮吉
- 古賀鈴鳴
- ジャン・コクトー
- 五代格
- 近藤東

## さ
- サアディー
- サアーリビー
- 西條八十
- 最果タヒ
- 阪田寛夫
- 左子真由美(竹林館)
- 佐相憲一
- サッフォー
- サトウハチロー
- 佐藤春夫
- 佐藤雅子
- 佐野有美
- エドアルド・サングイネーティ
- レオポール・セダール・サンゴール
- サン＝ポル＝ルー
- 坂井のぶこ
- 坂村真民
- ウィリアム・シェイクスピア
- パーシー・ビッシュ・シェリー
- 志賀英夫
- 柴田トヨ
- 渋谷和彦
- ハリール・ジブラーン
- 島崎藤村
- クリストフ・Ｊ・フィリップ・シャルル
- 島田陽子 (詩人)
- ジェイムズ・ジョイス
- 城米彦造
- ピエール・ジャン・ジューブ
- アンリ・ショパン
- リントン・クウェシ・ジョンソン
- フリードリヒ・フォン・シラー
- 新川和江
- 菅原克己
- 菅原道真
- 杉本真維子
- 杉山平一(関西詩人協会)
- 薄田泣菫
- スチャート・サワッシー
- フィリップ・スーポー
- フィリップ・シドニー
- ルネ・シャール
- 鈴木漠
- スノッリ・ストゥルルソン
- ゲーリー・スナイダー
- 鈴木比佐雄(コールサック社)
- エドマンド・スペンサー
- モーリス・セーヴ
- エメ・セゼール
- 宗左近
- 曹植
- 曹操
- 曹丕
- 添田馨
- 蘇軾
- ソポクレス
- ジョージ・ハーバード
- ジョン・ダン
- 孫星衍

## た
- 泰井良
- 高橋新吉
- 高橋睦郎
- 高畑耕治
- 高村光太郎
- 田川紀久雄
- 財部鳥子
- 瀧口修造
- 竹内勝太郎
- 竹内詩織
- 竹内てるよ
- 武田光太郎
- 竹中郁
- 竹久夢二
- ラビンドラナート・タゴール
- 陀田勘助
- 多田智満子
- 立原道造
- 谷川俊太郎
- 田中千鳥
- 田中冬二
- 玉本奈々
- 田村隆一
- ルベン・ダリオ
- マフムード・ダルウィーシュ
- 千々和久幸
- トーマス・チャタートン
- ジェフリー・チョーサー
- Chori
- 千葉節子 Setsuko Chiba
- 司茜
- 辻征夫
- 辻井喬
- エミリー・ディキンソン
- セシル・デイ＝ルイス
- ティルヴァッルヴァル
- ロベール・デスノス
- アルフレッド・テニスン
- ノエミア・デ・ソウザ
- 寺山修司
- 田原 (詩人)
- 土井晩翠
- 陶淵明
- 徳永民平
- 杜荀鶴
- アグリッパ・ドービニェ
- 杜甫
- 杜牧
- 富岡多恵子
- 富田砕花
- 富岡敬明：明治期の行政官、漢詩人。
- 友部正人
- ジョン・ドライデン
- トーマス・トランストロンメル
- 塚本正治

## な
- 永井ますみ
- 中島省吾
- 中野重治
- 中原中也
- 中村不二夫
- 南原充士
- 新国誠一
- ni_ka
- ニザーミー
- 西田純
- 西脇順三郎
- 西村栄治
- アゴスティーニョ・ネト
- パブロ・ネルーダ
- ジェラール・ド・ネルヴァル
- 野口雨情
- 野田理一

## は
- ハーフィズ
- ジョージ・ゴードン・バイロン
- 梅堯臣
- ハインリヒ・ハイネ
- ウマル・ハイヤーム
- 萩原慎一郎
- 萩原恭次郎
- 萩原朔太郎
- 白居易
- 長谷川龍生
- ピエル・パオロ・パゾリーニ
- バルトリハリ
- バンジョー・パターソン
- 英美子
- 林柳波
- 葉山愛次
- 原圭治
- 原民喜
- 春木節子
- 春山行夫
- ハンサー
- 半澤孝平
- クレメン・ピスク
- 久宗睦子
- 平出隆
- 平川綾真智
- 平田俊子
- 比留間一成
- 平野威馬雄
- ビルハナ
- アレクサンドル・プーシキン
- フェルドウスィー
- 蕗谷虹児
- 福中都生子
- 福永武彦
- 藤井貞和
- 藤川幸之助
- 藤森安和
- 淵上毛錢
- 文屋順
- メアリー・フライ
- ウダイ・プラカーシ
- ウィリアム・ブレイク
- フランツェ・プレシェーレン
- エドマンド・ブランデン
- アンドレ・ブルトン
- サミュエル・ベケット
- ヘルマン・ヘッセ
- フェルナンド・ペソア
- フランチェスコ・ペトラルカ
- バンジャマン・ペレ
- ジョアシャン・デュ・ベレー
- ウォルト・ホイットマン
- エドガー・アラン・ポー
- シャルル・ボードレール
- 星善博
- 星野富弘
- 細野幸子
- 螢 (歌手)
- イヴ・ボヌフォワ
- ホメロス
- ファルカシュ・ボヤイ
- ホラティウス
- 堀口大學
- ホルヘ・ルイス・ボルヘス

## ま
- ジェイムズ・マクファーソン
- ジョン・マクレイ
- ギヨーム・ド・マショー
- 町田康
- 松浦寿輝
- 松岡荒村
- 松山忠徳
- まど・みちお
- アル・マームド
- 豆塚エリ
- ヴラジミール・マヤコフスキー
- ステファヌ・マラルメ
- ホセ・マルティ
- 丸山薫
- 丸山豊
- クレマン・マロ
- 三木卓
- 三木露風
- みごなごみ
- ガブリエラ・ミストラル
- 水口洋治
- 三角みづ紀
- 三ツ村繁
- 宮川淳
- 宮沢賢治
- 宮城松隆
- 水上不二
- 三好達治
- ミール・タキー・ミール
- ジョン・ミルトン
- アルフレッド・ド・ミュッセ
- ムタバルーカ
- 村上昭夫
- 村田辰夫
- 牟礼慶子
- 室生犀星
- ジョン・メイスフィールド
- ジム・モリスン
- 森英介
- 森菊蔵
- 森哲弥
- 森忠明
- 森田進
- 守中高明
- 森雪之丞
- カルロス・フランシスコ・モンヘ

- 梁川梨里
- 八木重吉
- 薬師川虹一
- 安原喜弘
- 山下佳恵
- 山田美妙
- 山之口貘
- 山村暮鳥
- 山本和夫
- 山本悍右
- ヨセフ・ユングマン
- 煬帝
- 吉岡実
- 吉田一穂
- 吉本隆明
- 吉行エイスケ
- 吉行理恵

## ら
- ジョン・ライヴス
- ハワード・フィリップス・ラヴクラフト
- シャルル・ラッサイー
- ルイーズ・ラベ
- アルフォンス・ド・ラマルチーヌ
- シャムシュル・ラーマン
- アルチュール・ランボー
- 寮美千子
- ライナー・マリア・リルケ
- ジャック・ルーボー
- ピエール・ルヴェルディ
- アリーナ・レイエス
- ミハイル・ユーリエヴィチ・レールモントフ
- 李賀
- 陸機
- 陸游
- 李商隠
- 李白
- 劉希夷
- 柳致環
- 盧天命
- ホセ・エンリケ・ロドー
- ヘンリー・ローソン
- ロートレアモン伯爵
- ピエール・ド・ロンサール

## わ
- ウィリアム・ワーズワース
- 鷲巣繁男
- ワリー・モハメド・ワリー

## や
- フランスの詩人一覧
- 歌人一覧
- 俳人の一覧
- 小説家一覧
- 詩